# Podsokol (Šćepan Polje)
Podsokol je podgrađe tvrđave-grada Sokola u Šćepan Polju (Stjepan polju). U dokumentima Dubrovačke Republike prvi put se spominje svibnja 1428. godine.:str. 217. Uzvisina na ispod koje je pograđe visine je 927 metara i imena je Hercegov grad. Podgrađe pivskog Sokola spadalo je u aktivnija podgrađa u bosanskoj državi, poput Podvisokog ili Potkreševa.:str. 214. Na aktivno podgrađe ukazuje aktivnost poslanstava. Već srpnja 1428. ima nova isprava iz Podsokola. Radi se ispravi dubrovačkog poslanstva. Nova važnija isprava je dopis dubrovačkih poslanika Marina Đorđića i Nikole Gundulića koji su bili kod hercega Stjepana Vukčića. Pismo su početkom 1451. iz Podsokola poslali vladi u Dubrovnik.:str. 217. Zanimljivo je da je podgrađe bilo aktivno i da je imalo dubrovačka poslanstva, premda nije bilo na glavnim dubrovačkim trgovačkim prometnicama. Dalje se u povijesnim ispravama nalazi osobe, Sandaljevi ljudi, koji su se zadužili kod dubrovačkog plemstva i trgovaca (Gundulić, Zamanjić), zanimanja trgovine, suknara, grebenara, novac perper, groš, dubrovački dinar itd.:str. 218.